# Jacob Spoonley
Jacob Spoonley, né le 3 mars 1987 à Palmerston North, est un footballeur international néo-zélandais évoluant au poste de gardien de but.
Il compte une sélection en équipe nationale, entrant en jeu après l'expulsion de Glen Moss contre les Fidji. Il a participé aux Jeux olympiques d'été de 2008.

## Matchs joués par Spoonley

### Matchs joués en équipe deNouvelle-ZélandeA
|    | Date             | Lieu                           | Adversaire | Résultat | Compétition                                         |
| -- | ---------------- | ------------------------------ | ---------- | -------- | --------------------------------------------------- |
| 1. | 19 novembre 2008 | Churchill Park, Lautoka, Fidji | Fidji      | 2-0      | Éliminatoires de la coupe du monde de football 2010 |